# Alexandresaurus camacan
Alexandresaurus camacan là một loài thằn lằn trong họ Gymnophthalmidae. Loài này được Rodrigues, Pellegrino, Dixo, Verdade, Pavan, Argolo & Sites mô tả khoa học đầu tiên năm 2007.